# Həsənli (Bərdə)

F
Həsənli è un comune dell'Azerbaigian situato nel distretto di Bərdə. Conta una popolazione di 273 abitanti.